# عدنان الكاتب
عدنان الكاتب (اللاذقية 1958 - ) صحفي بريطاني من أصول سورية، يقيم حاليا في دبي. وهو مدير تحرير مجلة هي.
يلقب بمحاور المشاهير، ويرتبط بصداقات وطيدة مع الكثير من أعلام الفنّ والمجتمع والأعمال، ويترجم هذه العلاقات إلى حوارات عربيّة وعالميّة، تنقلها وسائل إعلام متعددة.
تصدر قائمة أهم الإعلاميين في العالم في مجال الإعلام الإلكتروني و الصحافة الرقمية،  وجاء في المركز الأول عالميا بحسب الإحصائية التي نشرها موقع ستار كاونت (Star Count) لتقييم وسائل الإعلام والمواقع الإلكترونية وشبكات التواصل الاجتماعي.

## السيرة الذاتية
- 1982 محرر في عدد من الجرائد السورية، ثم مدير تحرير جريدة الوحدة السورية، ومراسل لجرائد ومجلات عربية شهيرة.[8]
- 1994 محرر في دار الصحافة العربية في لندن، ورئيس قسم التحقيقات في مجلة سيدتي.[9]
- مدير تحرير في مجلة هي منذ عام 2006 وما زال حتى الآن. (مجلتا «سيدتي» و«هي» تصدران عن الشركة السعودية للأبحاث والنشر).
- متزوج من الإعلامية مي بدر، وله منها طفل وحيد اسمه بدر.
- يحمل ماجستير في الإعلام والأدب الحديث.
- يتمتع بحماية ودعم وحصانة اتحاد الصحفيين البريطانيين(NUJ) باعتباره من أعضائه الفاعلين منذ أكثر من عشرين عاماً.[10][11]
- ساهم في نجاح المطبوعات التي عمل فيها تحريرياً وإعلانياً بسبب خبرته الكبيرة وعلاقاته الواسعة والوثيقة.[11][12][13][14]
- يعتبر من المحاضرين البارزين في مجال الإعلام ووسائل التواصل الاجتماعي[15][16]
- تم تعينه عضوا في لجنة جائزة المرأة العربية في لندن والتي يرعاها عمدة لندن.[17][18][19]
- يترأس حاليا لجنة أوسكار العطور للمدونين العرب.[20][21]محاور المشاهير عدنان الكاتب.. رجل من ذهب
- تم تكريمه في محافل كثير ومن قبل مؤسسات تعليمية بارزة عام 2016 بعد تصدره قائمة أهم الإعلاميين في العالم في مجال الصحافة الإلكترونية.[22][23]

## روابط
- موقع مجلة هي